# 진짜 라디오
《김인석, 윤성호의 진짜 라디오》는 매주 토요일, 일요일 오후 4시 6분부터 6시까지 방송했던 TBS FM(FM 95.1㎒)의 오락 전문 라디오 프로그램이다. 2020년 11월 29일 자로 1년만에 폐지되었다.

## 진행자
- 김인석, 윤성호

## 코너 소개
- 클럽! 김빡천국 : 주말에 달리는 DJ클럽
- 예고편은 없다! : 잘 듣고 계시죠? 급습! 청취자 전화연결
- 김대빡, 당신의 선택은! : 김빡 두사람의 아무거나 대결
- 호구들의 호구조사 : 이런사람 모여라! 주제문자받기

## 같이 보기
- TBS FM